# Éric Anceau
Pour les articles homonymes, voir Anceau.
 (février 2025).
Si vous disposez d'ouvrages ou d'articles de référence ou si vous connaissez des sites web de qualité traitant du thème abordé ici, merci de compléter l'article en donnant les références utiles à sa vérifiabilité et en les liant à la section « Notes et références ».
Éric Anceau, né le 9 décembre 1966 à Paris, est un historien français. C'est un spécialiste reconnu du Second Empire et de Napoléon III ainsi que de la laïcité.
Il a été maître de conférences habilité à diriger des recherches à Sorbonne Université, où il a enseigné l'histoire du XIXe siècle et l'histoire des pouvoirs, de l'action publique et des sociétés en France et en Europe à l'époque contemporaine. À la rentrée 2023, il est élu professeur des universités en histoire politique et sociale de la France et de l'Europe contemporaines à l'université de Lorraine.
Il obtient le grand prix de la Fondation Napoléon en 2000 pour ses travaux sur le Second Empire et un grand nombre d'autres récompenses dont trois prix de l'Institut de France (en particulier le prix Guizot de l'Académie française en 2018), ou encore le grand prix littéraire du Mémorial d'Ajaccio.

## Biographie
Professeur agrégé d’histoire en 1991,, docteur en histoire de Paris-Sorbonne en 1997, auteur d'une habilitation à diriger les recherches en 2012, Éric Anceau a été maître de conférences (HDR) à l'université Sorbonne Université où il a dispensé en licence 1 l'enseignement d'histoire de l'Europe au XIXe siècle. Il y a coordonné aussi la méthodologie du master en Histoire contemporaine et y a disposé d'un séminaire de doctorat consacré à l'histoire politique et sociale de la France et de l'Europe aux XIXe et XXe siècles. Il a enseigné également pendant plusieurs années à Sciences-Po Paris et a créé et dirigé le double cursus Histoire - Sciences sociales entre les deux institutions. Il est chercheur associé au SIRICE. Au préalable, il a fait partie pendant 25 ans du Centre d'histoire du XIXe siècle. De plus, il dirige l'axe politique du LabEx EHNE (Écrire une histoire nouvelle de l'Europe). Il est aussi vice-président du Comité d'histoire parlementaire et politique, directeur adjoint d'Histoire, Économie et Société, membre du comité de rédaction de Parlement(s), Revue d'histoire politique et du comité scientifique de plusieurs autres revues dont la Revue politique et parlementaire. Il enseigne depuis la rentrée 2024 à l'Université de Lorraine au campus de Nancy.
En 2000, Éric Anceau obtient le Grand Prix de la Fondation Napoléon, catégorie Second Empire pour son Dictionnaire des députés du Second Empire (Presses Universitaires de Rennes) et pour Les députés du Second Empire. Prosopographie d’une élite du XIXe siècle (Éditions Champion).
En tant que spécialiste de la Deuxième République, du Second Empire et des années de fondation de la Troisième République, Eric Anceau a été professeur invité dans plusieurs universités étrangères: Poznań (Pologne), University College de Londres (UCL, Londres, Angleterre), Hangzhou (Chine), Bucarest (Roumanie).
Il est membre de l'Académie des sciences de Roumanie, mais aussi des comités historiques des Archives de France, du Sénat, du Conseil d'État et de la Juridiction administrative, du cent cinquantenaire de la Guerre de 1870... Il a été membre du Comité de la Fondation Carnot de la Fondation de France et conseiller scientifique du Musée de l'Armée pour les salles du XIXe siècle.
Il préside le jury du prix Mérimée de la meilleure thèse sur le Second Empire.
Son Napoléon III. Un Saint-Simon à cheval (Tallandier, 2008 et 2012) a obtenu le prix Drouyn de Lhuys de l'Institut de France et le Grand Prix du Mémorial.
Il s'intéresse aussi à l'État, aux pouvoirs, aux sociétés et aux politiques publiques en France et en Europe et a publié sur les États-nations, les internationales, les grands conflits du XIXe siècle, les politiques éducatives et sur la laïcité.
Ancien proche de Jean-Pierre Chevènement, Éric Anceau dit ne pas se reconnaître dans le clivage gauche-droite qu'il estime devoir être dépassé au nom d'une certaine idée de la France. Il a aussi été membre du bureau national du parti Debout la France, en tant que délégué national à l'École de la République et à la Cohésion nationale et également chargé du projet du parti et du programme présidentiel #NDA2017 qu'il a préparé avec plusieurs centaines d'experts de l'appareil d'État et acteurs de la société civile.
Pour le second tour de l'élection présidentielle de 2017 entre Emmanuel Macron et Marine Le Pen, Nicolas Dupont-Aignan apporte son soutien à la candidate FN, choix qui conduit alors Éric Anceau, comme trois des quatre vice-présidents (Dominique Jamet, Anne Boissel et François Morvan), à quitter le parti,. Au nom d'une « certaine idée de la France » et du gaullisme social dont il se revendique, Éric Anceau désapprouve ce choix et se retire alors de toute activité politique. Ses positions politiques demeurent dans le champ du "conservatisme".

## Distinctions
- Chevalier de l'ordre national du Mérite (15 janvier 2025)[9]
- 2021 : Prix Hugot de l'Institut de France sur proposition de l'Académie des sciences morales et politiques pour son ouvrage Les Élites françaises. Des Lumières au grand confinement

## Publications principales
- Comprendre le Second Empire, Saint-Sulpice Éditeur, Tranches d'histoire, 1999, 191 p., préface de Philippe Séguin.
- Dictionnaire des députés du Second Empire, Presses universitaires de Rennes, Collection Carnot, 1999, 421 p. + X p., préface de Bernard Lachaise[10].
- Les Députés du Second Empire. Prosopographie d’une élite du XIXe siècle, Champion et Slatkine, 2000, 1018 p., préface de Jean Tulard.
- La Révolution française, Saint-Sulpice Éditeur, Tranches d'histoire, 2000, 189 p., préface de Jean-Paul Bertaud[11].
- La France de 1848 à 1870. Entre ordre et mouvement, Le Livre de Poche, références, collection La France contemporaine dirigée par Jean-François Sirinelli, L.G.F., 2002, 256 p.
- Avec Dominique Barjot, Isabelle Lescent-Giles et Bruno Marnot (dir.), Les Entrepreneurs du Second Empire, P.U.P.S., 2003, 224 p.
- Les Grands discours parlementaires du XIXe siècle de Benjamin Constant à Adolphe Thiers, Assemblée nationale et Armand Colin, 2005, préface de Jean-Louis Debré
- Mémoires sur le règne de Napoléon III (1851 – 1864) par le comte Horace de Viel Castel, Texte intégral établi et annoté avec une préface, une chronologie, le dictionnaire des principaux personnages mentionnés et un index raisonné, Robert Laffont, Coll. Bouquins, 2005, XLIX + 1130 p.
- Introduction au XIXe siècle, tome 1: 1815 – 1870, Belin, Atouts, collection dirigée par Joël Cornette et Michel Puzelat, 2003, 224 p.
- Napoléon. L’Homme qui a changé le monde, J’ai lu, coll. « Librio », 2004, 96 p.
- Introduction au XIXe siècle, tome 2: 1870 – 1914, Belin, Atouts, collection dirigée par Joël Cornette et Michel Puzelat, 2005, 256 p.
- Morny et l’invention de Deauville, A. Colin, 2010, en collaboration avec Dominique Barjot et Nicolas Stoskopf, 462 p.
- Napoléon III. Un Saint-Simon à cheval, Tallandier, 2012, 750 p[12]. (prix Drouyn de Lhuys de l'Académie des sciences morales et politiques et grand prix du Mémorial de la ville d'Ajaccio)
- Dossier « Une laïcité européenne ? La place des religions dans l’Europe d’hier, d’aujourd’hui et demain » (dir.), Commentaire, n° 155, automne 2016, p. 599-624.
- L'Empire libéral, éditions SPM, 2 tomes, 2017, 1425 p. (prix Guizot de l'Académie française)
- Être nationaliste à l'ère des masses en Europe (1900-1920), en collaboration avec Olivier Dard et Didier Musiedlak, Bruxelles, Peter Lang, 432 p.
- Histoire des internationales, Nouveau Monde éditions, 2017, 320 p., dir. avec Jacques-Olivier Boudon et Olivier Dard
- Comprendre le XIXe siècle, Belin, 2018, 470 p.
- Qu’est-ce qu’une nation en Europe ? Presses de l'université Paris-Sorbonne, en collaboration avec Henri Temple, 2018, 280 p[13].
- Ils ont fait et défait le Second Empire, Tallandier, 2019, 384 p.
- Les Élites françaises. Des Lumières au grand confinement, Passés Composés, 2020.
- Napoléon 1769-1821, coll. « Librio », 2021.
- Laïcité, un principe: De l'Antiquité au temps présent, Passés Composés, 2022, 384 p.  (ISBN 978-2-3793-3630-0)
- Histoire mondiale des impôts : De l'Antiquité à nos jours, Passés Composés, 2023,  (ISBN 978-2-3793-3737-6)
- Avec Pierre Branda (dir.), Napoléon III et l'économie, CNRS Éditions, 2024, 350 p.
- (dir.) Les Quarante-huitards et les autres. Dictionnaire des dirigeants de 1848, Sorbonne Université Presses, 2024, 1800 p.  (ISBN 979-10-231-0622-0)
- Histoire de la nation française. Du mythe des origines à nos jours, Tallandier, 2025, 522 p.  (ISBN 979-10-210-4655-9)
- Gambetta, PUF, 2025, 175 p.
- (dir.) Nouvelle histoire de France, Passés Composés, 2025, 550 p.